# Auchmis detersa
Auchmis detersa là một loài bướm đêm trong họ Noctuidae.